# Adrasteia (Mythologie)

Speisung des Knaben Zeus durch eine Nymphe

Adrasteia (altgriechisch Ἀδράστεια Adrásteia, deutsch ‚die Unausweichliche‘) ist in der Griechischen Mythologie eine jungfräuliche Bergnymphe und eine der Beschützerinnen des jungen Zeus.

## Mythos
Adrasteia und Ide sind Töchter des Melisseus, des mythischen Königs von Kreta. Auf Befehl der Zeusmutter Rhea pflegten und beschützten sie den jungen Zeus in der Diktäischen Höhle, die heute als Höhle von Psychro bekannt ist. Sie ernährten ihn mit der Milch der Ziege Amaltheia (siehe Ammen des Zeus). Bei Hyginus Mythographus werden als Namen der Töchter Idothea, Althaea und Adrasta genannt. Adrasteiea und Ida sind zugleich Namen der Rhea selbst, die auch Meter Idaia genannt wurde.
Bei Apollonios von Rhodos wird erwähnt, dass Adrasteia dem kindlichen Zeus ein wunderschönes Spielzeug schenkte, eine Kugel (sphaira):
Einen gerundet Ball fürwahr, ein schöneres Luststück

Könntest du selbst von der Hand des Hephaistos nimmer bekommen:

Reife von Gold und Gürtel umher rings schmücken die Kugel,

Jeden umzieht ein gedoppelter Ring, kreisförmig gebildet.

Unmerkbar sind die Fugen versteckt, ein bläulicher Bogen

Läuft durch alle dahin, und wirfst du den Ball mit den Händen,

Glänzt er mit feurigem Schweif durch die Luft, einem Gestirn gleich.
Eine handliche Weltkugel, bei der die Ringe den (antiken) Klimazonen entsprechen: ein Spielzeug würdig eines künftigen Weltenbeherrschers.
Man nimmt an, dass Adrasteia ursprünglich eine jungfräuliche Berggöttin aus dem Nordwesten Kleinasiens ähnlich der Kybele gewesen ist. Ihr Name sei vermutlich nicht griechisch gewesen, hätte aber durch Angleichung an das Griechische die Bedeutung des „Unausweichlichen“, insbesondere der „unentrinnbaren“ Rache und Strafe, aufgenommen, weshalb Adrasteia auch als Beiname der Nemesis erscheint und man sie später spekulativ mit Nemesis identifizierte.

## Kult
Auf dem nach ihr benannten Berg Adrasteia (Adrasteia oros) bei Kyzikos in Mysien soll sich ein Tempel befunden haben. Der Berg befindet sich etwa 4 km westlich vom heutigen Bandirma in der Türkei. In welcher Beziehung die westlich zur Troas hin gelegene Stadt Adrasteia zur Göttin stand, ist unklar. Gründer des Heiligtums soll nach Strabon ein eponymer Adrestos sein.
In Cirrha, dem Hafen von Delphi, notiert Pausanias ein Kultbild der Adrasteia. Auch in Athen ist ein Kult belegt.

## Weitere Quellen
- Kallimachos, Hymni 1,46
- Plutarch, Quaestiones convivales 3,9,2